# Landhuis Brakkeput Mei Mei
Landhuis Brakkeput Mei Mei is een voormalig plantagehuis in het zuidwesten van Willemstad in Curaçao. Het ligt dicht bij Landhuis Brakkeput Ariba en Landhuis Brakkeput Abou.

## De plantage
De oorspronkelijke Plantage Brakkeput is in drieën opgedeeld: Plantage Brakkeput Ariba (boven), Plantage Brakkeput Abou (beneden) en Plantage Brakkeput Mei Mei (midden). De naam Brakkeput verwijst naar de met brak water gevulde put die zich er bevond. Plantage Brakkeput Mei Mei dateert van het begin van de 18de eeuw en besloeg ongeveer 82 hectare. In 1828 waren er nog 22 tot slaaf gemaakten werkzaam.
De plantage was een gemengd bedrijf met veeteelt en akkerbouw. Er werden sorghum, bonen en vruchten verbouwd. De sorghum en bonen dienden als voedsel voor de tot slaaf gemaakten en het vee. Het fruit en de zuivel werden verkocht in de stad en aan de bemanningen van schepen. Later werd er ook kalk gebrand, een belangrijke grondstof voor de bouw.

## Het landhuis
Landhuis Brakkeput Mei Mei is gebouwd in de tweede helft van de negentiende eeuw. Het is een symmetrisch, U-vormig complex van één verdieping op een verhoogd platform, gelegen op een heuveltop. De kern en dwarse zijvleugels hebben een zadeldak, de voor- en achtergalerijen hebben schuine daken. Voor en achter het huis zijn grote terrassen met trappen. Op het terrein bevinden zich verder een regenbak en twee extra rechthoekige bouwsels.
Het landhuis was ooit het buitenverblijf van rijke kooplieden uit Willemstad. In 1929 kocht Shell de plantage en het landhuis. Van 1938 tot 1945 beheerde het Leger des Heils er een jongenstehuis. Daarna deed het landhuis dienst als clubgebouw van de Sport- en Ontspanningsvereniging Asiento voor Shell-medewerkers. Het werd ook verhuurd, zo kregen koningin Juliana en prins Bernhard er in september 1965 door het Eilandgebied van de Nederlandse Antillen een maaltijd aangeboden.
Bij het vertrek van Shell in 1985 werd de Stichting Monumentenzorg Curaçao eigenaar en sinds dat jaar is het een officieel monument. Sindsdien is het twee maal gerenoveerd en doet het dienst als restaurant en evenementenlocatie. Er is een openluchtterras met podium bijgebouwd voor concerten en evenementen en achter het landhuis bevinden zich een minigolfbaan, speeltuin voor kinderen en een moestuin. De huidige achterkant vormde oorspronkelijk de officiële entree van het landhuis, wat blijkt uit de breed uitwaaierende trapopgang naar de patio.

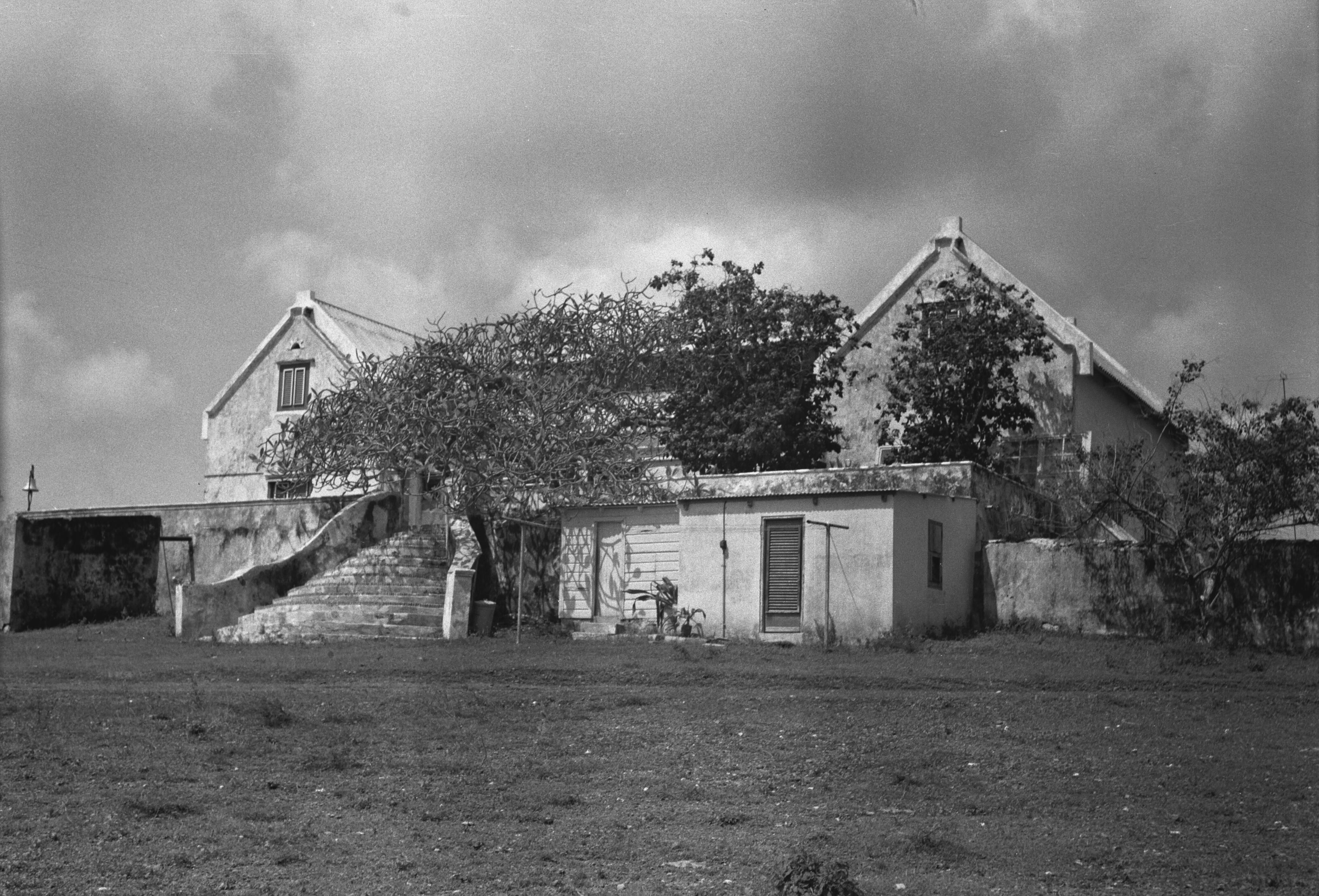
De oorspronkelijke voorgevel (1954), nu de achterkant
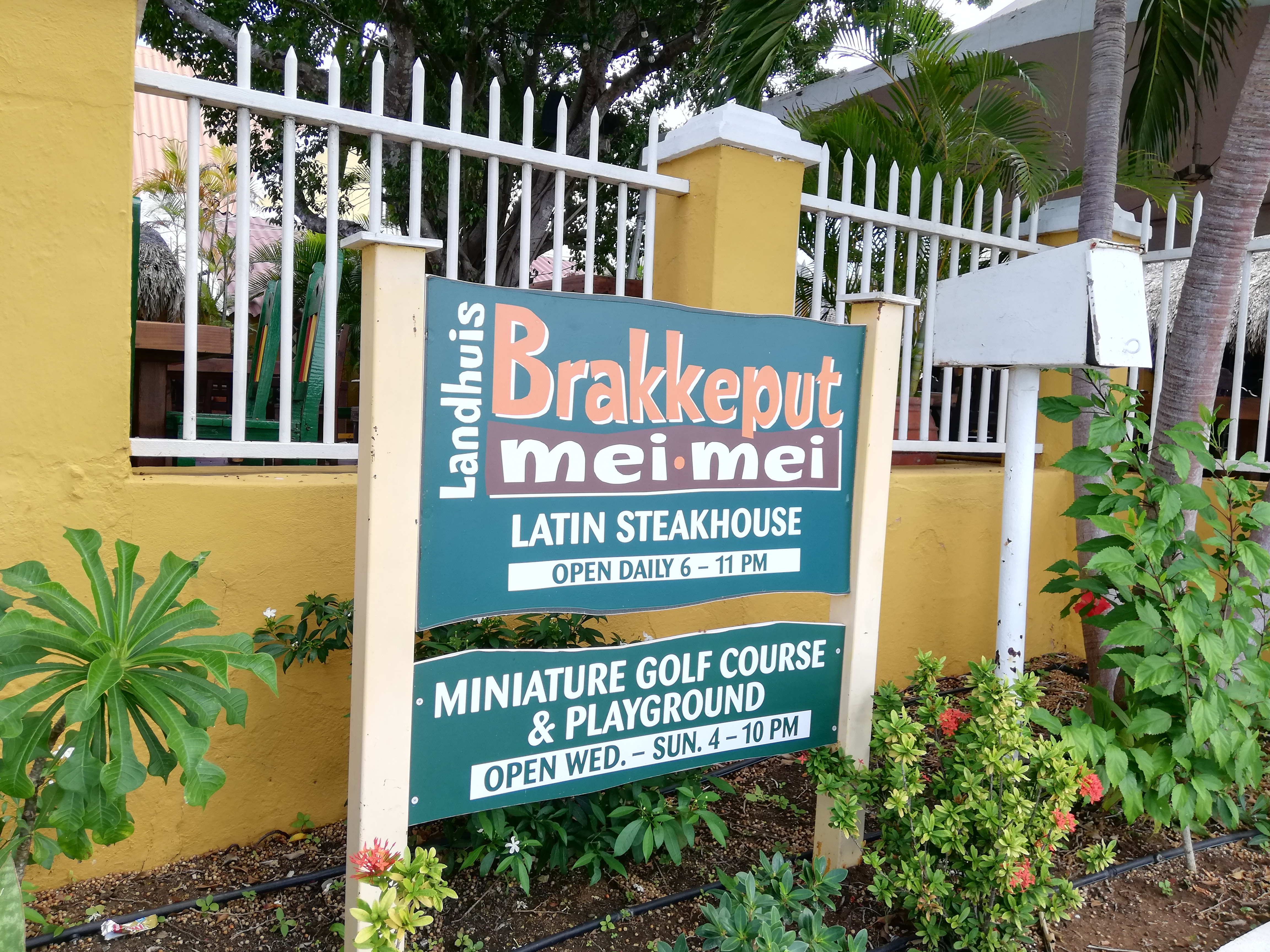
Naambord in 2024